# Бранко Филиповић-Фило
Бранко Филиповић-Фило (Цетиње, 27. јун 1924 — Београд, 7. новембар 1997) био  је српски сликар, један од најизразитијих представника енформела и један од иницијатора послератног модернизма.

## Биографија
Бранко Филиповић-Фило рођен на Цетињу 1924. године, а од 1936. до 1941. живео је у Београду. Године 1941. се враћа на Цетиње. Током рата један период је провео у концентрационим логорима. На позив сликара Мила Милуновића, после рата, почиње да студира на Уметничкој школи на Цетињу код професора Петра Лубарде. Умјетничку школу у Херцег Новом је завршио 1950. године.
Године 1955. дипломирао је на Академији уметности у Београду. Похађао је и Academia di Belle Arti у Риму. Ишао је на студијска путовања у Француску и Италију.
26. новембра 1991. године изабран је за ванредног члана Црногорске академије наука и умјетности, а за редовног члана 6. децембра 1996. године. Члан ULUCG-a је од 1950, а од 1954. године члан ULUS-a.
Бранко Филиповић-Фило био је један од иницијатора послератног модернизма, због чега је на тадашњој ликовној сцени, био мета бројних напада од стране интелектуалне, уметничке и политичке елите оног времена.
О свом сликарству је рекао:
| „ | Немам намјеру да мијењам своје сликарство и носићу га сам на својим плећима. | ” |

## Изложбе
Бранко Филиповић-Фило је излагао од 1950. године, а прву самосталну изложбу приредио је 1951. на Цетињу.
Изложбе:
- у Београду: 1957, 1962, 1963, 1965, 1975, 1996.
- у Риму: 1958, 1966, 1970, 1980.
- у Паризу: 1968, 1970, 1980.
- у Бечу: 1965. и 1992.

Ретроспективне изложбе:
- у Музеју савремене уметности у Београду,
- у Модерној галерији у Љубљани,
- у Обалним галеријама у Пирану и
- у Галерији Форум у Никшићу 1987,
- у Народном музеју Црне Горе на Цетињу 1997.

На Бијеналу у Венецији 1990. године је излагао као последњи представник Југославије.

## Награде
Добитник је многобројних награда и признања:
- Савезна награда за зидно сликарство 1962.
- Награда Цетињског ликовног салона, Цетиње, 1967.
- Тринаестојулска награда НР Црне Горе, 1969.
- Откупна награде на XV Меморијалу Надежда Петровић, Чачак, 1989.
- Постхумно је добио награду Петар Лубарда за изузетно ликовно дјело 2000. године.